# Czujnik
Czujnik, sensor – fizyczne bądź biologiczne narzędzie będące najczęściej elementem składowym większego układu, którego zadaniem jest wychwytywanie sygnałów z otaczającego środowiska, rozpoznawanie i rejestrowanie ich.

## Rodzaje czujników

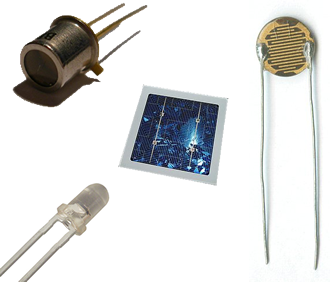
Różne typy sensorów optycznych

Czujniki można podzielić na różne kategorie. W automatyce najczęściej stosowanymi czujnikami są:
- czujniki indukcyjne
- czujniki optyczne
- czujniki ultradźwiękowe
- czujniki pojemnościowe

## Zastosowanie
W naukach technicznych czujnik to urządzenie dostarczające informacji o pojawieniu się określonego bodźca, przekroczeniu ustalonej wartości progowej lub o wartości rejestrowanej wielkości fizycznej. W tym ujęciu układ czujnika składa się z:
- czujnika właściwego,
- przetwornika,
- układu kondycjonowania sygnału,
- układu telemetrycznego.

Najczęściej stosowane są czujniki generujące sygnał w postaci wielkości elektrycznych, takich jak napięcie, natężenie prądu czy opór elektryczny. Wynika to z faktu, że prąd elektryczny można łatwo wzmocnić, przesłać na duże odległości, poddać dalszemu przetwarzaniu z użyciem technik cyfrowych i komputerów, a także zarejestrować.
W przemyśle czujniki odgrywają istotną rolę w systemach realizacji produkcji (MES), umożliwiając zbieranie danych o parametrach procesów produkcyjnych w czasie rzeczywistym. Integracja czujników z maszynami pozwala na bieżące monitorowanie przebiegu produkcji, szybkie wykrywanie awarii, optymalizację procesów oraz wspomaganie decyzji biznesowych dzięki automatycznej rejestracji danych, takich jak temperatura, ciśnienie, liczba wyprodukowanych sztuk czy stany alarmowe.
Analogicznie, tak rozumiana definicja może odnosić się do narządów w sensie biologicznym, szczególnie narządów zmysłów. Rozwój teorii systemów spowodował także upowszechnienie tego pojęcia w naukach społecznych, w tym w kognitywistyce.